# Cocineros al volante
Cocineros al volante fue un programa de televisión, emitido por la cadena española La 1 de TVE entre el 7 de julio y el 1 de septiembre de 2015. El formato fue presentado por Paula Prendes y el jurado lo formaron los cocineros Alejandro Alcántara e Íñigo Pérez, "Urrechu".

## Formato
Se trató de un talent show culinario en el que los concursantes compitieron para elaborar los mejores platos de comida rápida en caravanas conocidas, en lengua inglesa, como Food truck. Los concursantes recorrieron España en una caravana de siete Food trucks. Cada semana, una nueva Food truck competía para intentar quitarle el puesto a alguno de los concursantes actuales.

## Concursantes
| Food truck                 | Integrantes                               | Procedencia                               | Ranking                                    |
| -------------------------- | ----------------------------------------- | ----------------------------------------- | ------------------------------------------ |
| La Vermuneta               | Jonatan Armengol Javier Brichetto         | Madrid                                    | Ganadores                                  |
| Los Maldonado              | Carlos Maldonado Jr. Carlos Maldonado     | Talavera de la Reina                      | Subcampeones                               |
| The Rolling Caravan        | Cristina González Xaro Castellà           | Gandía                                    | 3.as clasificadas                          |
| Dali's                     | Tania Muñoz Mirko Gardella                | Barcelona                                 | 4.os clasificados                          |
| Somewhere Café             | Oliver Scott Melhuish Alessandro Palmieri | San Cugat del Vallés Zahara de los Atunes | 5.os clasificados                          |
| La Cayejera                | Lucía Gómez Fernández María del Mar Pavón | Sevilla                                   | Ret. / 6.as clasificadas                   |
| Por el monte, las sardinas | Ana Terrasa Manuel Rubio                  | Palma                                     | Ret. / 7.os clasificados                   |
| Brilla Bombilla            | Marcos Carmona Alfonso Fofo Burgos        | Tarifa                                    | Ret. / 4.os expulsados / 8.os clasificados |
| Feeling Food               | Michele de Vita Alfredo Sanz              | Logroño                                   | 2.os / 9.os expulsados                     |
| Papamóvil                  | Nora Calzada Aldekoa Jon Idirin Lima      | Amurrio                                   | Ret. / 8.os expulsados                     |
| El Kiosko                  | Gonzalo Martín Ariel Supangan             | Las Rozas de Madrid                       | Ret. / 7.os expulsados                     |
| La Furgo Gourmet           | Anabel Mejía Alberto Pérez                | Madrid                                    | Ret. / 6.os expulsados                     |
| Mishtó                     | Radu Constantin Popa Mihai Boboaca        | Igualada                                  | Ret. / 5.os expulsados                     |
| Café Racer                 | Magda Arenos Jean Michel Gallinaro        | Peñíscola                                 | 3.os expulsados                            |
| School Bus                 | María Avellaneda Agustín Manzano          | Granada                                   | 1.os expulsados                            |

## Seguimiento de la caravana
|                            | Ribadesella | Comillas   | Fuenterrabía | Aínsa      | Cambrils   | Cambrils   | Calpe y Denia | Calpe y Denia | Cartagena  | Nerja      | Nerja      | Chipiona     |
| -------------------------- | ----------- | ---------- | ------------ | ---------- | ---------- | ---------- | ------------- | ------------- | ---------- | ---------- | ---------- | ------------ |
| La Vermuneta               | Salvados    | Salvados   | Salvados     | Salvados   | Condenados | Condenados | Salvados      | Salvados      | Salvados   | Condenados | Finalistas | Ganadores    |
| Los Maldonado              | Salvados    | Condenados | Salvados     | Salvados   | Salvados   | Salvados   | Salvados      | Salvados      | Condenados | Salvados   | Finalistas | Subcampeones |
| The Rolling Caravan        | Condenadas  | Salvadas   | Salvadas     | Salvadas   | Salvadas   | Salvadas   | Condenadas    | Condenadas    | Condenadas | Condenadas | Finalistas | Terceras     |
| Dali's                     | Condenados  | Salvados   | Condenados   | Salvados   | Condenados | Condenados | Salvados      | Salvados      | Condenados | Salvados   | Finalistas | Cuartos      |
| Somewhere                  | Salvados    | Salvados   | Salvados     | Condenados | Salvados   | Salvados   | Salvados      | Salvados      | Condenados | Salvados   | Finalistas | Quintos      |
| La Cayejera                |             |            |              | Entran     | Salvadas   | Salvadas   | Condenadas    | Condenadas    | Salvadas   | Condenadas | Finalistas | Sextas       |
| Por el monte, las sardinas |             |            |              |            |            |            |               |               | Entran     | Salvados   | Finalistas | Séptimos     |
| Brilla Bombilla            |             |            | Entran       | Expulsados |            |            |               |               |            | Repescados | Finalistas | Octavos      |
| Feeling Food               | Salvados    | Expulsados |              |            |            |            |               |               |            | Repescados | Expulsados |              |
| Papamóvil                  |             |            |              |            |            |            |               |               |            | Entran     | Expulsados |              |
| El Kiosko                  |             | Entran     | Condenados   | Condenados | Condenados | Condenados | Condenados    | Condenados    | Expulsados |            |            |              |
| La Furgo Gourmet           |             |            |              |            |            |            | Entran        | Expulsados    |            |            |            |              |
| Mishtó                     |             |            |              |            | Entran     | Expulsados |               |               |            |            |            |              |
| Café Racer                 | Condenados  | Condenados | Expulsados   |            |            |            |               |               |            |            |            |              |
| School Bus                 | Expulsados  |            |              |            |            |            |               |               |            |            |            |              |

### Audiencias
| Fecha      | Características del programa                                                                               | Audiencia          | Ref.   |
| ---------- | --- | ------------------ | ------ |
| 07/07/2015 | Eliminación de School Bus                                                                                  | 1 967 000 (13,3 %) | [ 4 ]  |
| 14/07/2015 | Entrada de El Kiosko y eliminación de Feeling Food                                                         | 1 316 000 (9,2 %)  | [ 5 ]  |
| 21/07/2015 | Entrada de Brilla Bombilla y eliminación de Café Racer                                                     | 1 408 000 (10,5 %) | [ 6 ]  |
| 28/07/2015 | Entrada de La Cayejera y eliminación de Brilla Bombilla                                                    | 1 219 000 (9,2 %)  | [ 7 ]  |
| 04/08/2015 | Entrada y eliminación de Mishtó                                                                            | 1 011 000 (8,4 %)  | [ 8 ]  |
| 11/08/2015 | Entrada y eliminación de La Furgo Gorumet                                                                  | 745 000 (5,8 %)    | [ 9 ]  |
| 18/08/2015 | Entrada de Por el monte, las sardinas y eliminación de El Kiosko                                           | 778 000 (5,9 %)    | [ 10 ] |
| 25/08/2015 | Entrada de Papamóvil, repesca de Brilla Bombilla y Feeling Food, y eliminación de Papamóvil y Feeling Food | 949 000 (7,4 %)    | [ 11 ] |
| 01/09/2015 | Final / Ganadores: La Vermuneta                                                                            | 1 234 000 (8,4 %)  | [ 12 ] |

## Audiencia media
| N.º de edición | Año  | Cadena | Espectadores | Cuota | Final             |
| -------------- | ---- | ------ | ------------ | ----- | ----------------- |
| 1.ª temporada  | 2015 |        | 1 181 000    | 8,7 % | 1 234 000 (8,4 %) |